# Xiphomyces sacchari
Xiphomyces sacchari är en svampart som beskrevs av Syd. & P. Syd. 1916. Xiphomyces sacchari ingår i släktet Xiphomyces, divisionen sporsäcksvampar och riket svampar.   Inga underarter finns listade i Catalogue of Life.